# Peszt

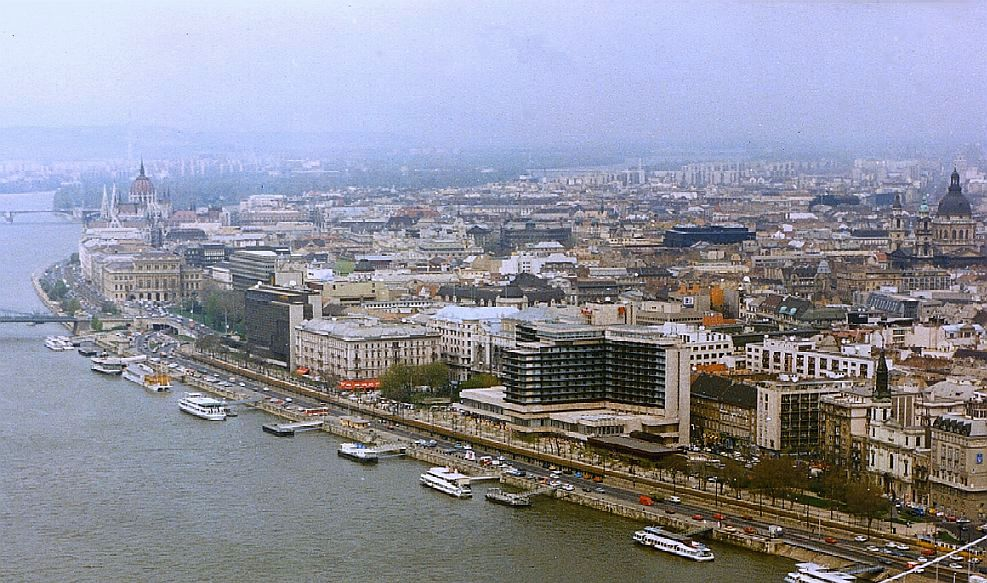
Panorama nadbrzeżnej części Pesztu

Peszt (węg. Pest, słow. Pešť, serb. Pešta / Пешта) – wschodnia, głównie mieszkalna, część Budapesztu, stanowiąca około 2/3 terytorium całego miasta.
Peszt znajduje się na lewym brzegu Dunaju, który wyznacza granicę między nim a Budą. W mowie potocznej węgierskie określenie Pest odnosi się do całej stolicy kraju. Po Peszcie kursują cztery linie budapeszteńskiego metra:
- M1 (Vörösmarty tér – Mexikói út),
- M2 (Örs vezér tere – Kossuth Lajos tér. Dalej metro przejeżdża pod Dunajem na stronę Budy, gdzie znajdują się trzy ostatnie stacje tej linii; stacja końcowa linii M2 to Déli pályaudvar).
- M3 (Köbánya Kispest – Újpest Központ).
- M4 (od stacji Fővám tér do ostatniej stacji Keleti pályaudvar, stacje od czołowej Kelenföld vasútállomás do Szent Gellért tér znajdują się po stronie Budy).

## Historia i zabytki
Przez długie wieki Peszt był niezależnym, samodzielnym miastem. Znaczącym krokiem do połączenia go z Budą było zbudowanie w 1849 r. pierwszego stałego mostu łańcuchowego łączącego te dwie miejscowości. W 1873 r. doszło do oficjalnego połączenia trzech miast, Pesztu, Budy i Óbudy w Budapeszt.
W tej części miasta znajdują się między innymi takie obiekty, jak: siedziba węgierskiego parlamentu, Plac Bohaterów, aleja Andrássyego i bazylika św. Stefana.